# كلية الطب (جامعة سوهاج)
كلية الطب جامعة سوهاج هي كلية حكومية مصرية تختص بتدريس الطب والبحث العلمي في مجالاته المختلفة، افتتحت الكلية سنة 1991 لتصبح الكلية الخامسة بين كليات الجامعة.

## الموقع الجغرافي
تشغل الكلية الجزء الشمالي من الحرم الجامعي بمدينة ناصر على الضفة الشرقية لنهر النيل لعاصمة محافظة سوهاج.
يمثل موقع الكلية نقطة التقاء لشبكة من الطرق البرية تشمل الطريق الزرارعى السريع (القاهرة -أسوان) شرق النيل، الطريق الزراعى السريع (القاهرة -أسوان)غرب النيل، الطريق الصحراوى الغربي (القاهرة -أسوان)، طريق سوهاج البحر الأحمر، سوهاج القاهرة (محور طريق الجيش) كما يسهل الوصول اليها عن طريق مطار سوهاج الدولى الذي تم افتتاحه حديثا. عام 2009 

## مباني الكلية
تشغل الكلية أربعة مبانٍ بالإضافة للمستشفيات الجامعية، هي:
- المبنى الإداري
- المبنى الأكاديمي
- مبنى الفصول الدراسية
- جزء من مبنى الخدمات بالجامعة

## أقسام الكلية
تضم الكلية 31 قسمًا، منها 10 أقسام للعلوم الطبية الأساسية و21 قسمًا للعلوم الإكلينيكية.

## مدة الدراسة
مدة الدراسة لطلاب المرحلة الأولى هي خمس سنوات تليها سنتان تدريبيتان (سنتي الامتياز) من خلال برنامج واحد يعقبه منح درجة البكالوريوس في الطب والجراحة.

## الدراسات العليا
تمنح كلية طب سوهاج درجة الدبلوم في 17 برنامجًا، ودرجة الماجستير في 31 برنامجًا، ودرجة الدكتوراه في 35 برنامجًا.

## هيئة التدريس
يعمل بالكلية 314 عضو هيئة تدريس و 362 من معاونى أعضاء هيئة التدريس.

## مستشفيات الجامعة

### مستشفى جامعة سوهاج الجديدة
- على مساحة 26 الف متر مربع مقسمة إلى 3 مباني، المبنى الأول يضم قسم الاستقبال والعيادات الخارجية، والثاني المبنى التعليمي وكلية الطب البشري، والثالث مبنى الخدمات ويشمل كل الخدمات التي تقدمها المستشفى بسعة 286 سرير، من بينهم قسم خاص بالعيادات الخارجية، وعدد 12 غرفة عمليات جراحية كبرى وصغرى، وعدد 47 وحدة عناية مركزة، ووحدات غسيل كلوي للأطفال والكبار وبلغت التكلفة الإجمالية مليار و 178 مليون جنيه

### مستشفى الطوارئ وجراحات القلب والصدر والمخ والأعصاب
- على مساحة 1400 متر مربع، وهو عبارة عن مبنى يشتمل على بدروم ودور أرضي، بالإضافة إلى 7 أدوار متكررة حيث سيضم المبني عنابر للعناية المركزة والعناية فائقة التعقيم، وغرف عمليات وعنابر وغرف لإقامة المرضي، وقسم للطوارئ وأقسام للأشعة والمعامل، بالإضافة إلى الوحدات الإدارية والخدمية.وبتكلفة إجمالية 130 مليون جنيه.

## وصلات خارجية
- الموقع الرسمي لكلية طب جامعة سوهاج
- موقع قسم جراحة التجميل بكلية طب سوهاج